# Piet Punt
Pieter „Piet” Punt (ur. 6 lutego 1909, zm. 5 lipca 1973) – holenderski piłkarz, obrońca. Uczestnik mistrzostw świata w 1938 roku.
Był zawodnikiem Dordrechtse Football Club (DFC). W 1938 został powołany do reprezentacji Holandii na Mistrzostwa Świata 1938 we Francji. Na tym mundialu nie rozegrał ani jednego spotkania. Jedyny mecz rozegrał 28 listopada 1937 w eliminacjach do MŚ 1938 przeciwko drużynie Luksemburga (wygranym przez „Oranje” 4–0). W 1935 wystąpił gościnnie w drużynie NAC Breda w meczu przeciwko angielskiemu Reading FC. Był również pracownikiem w przedsiębiorstwie motoryzacyjnym British Leyland (British Leyland Nederland). Miał również syna (Piet Punt Jr.), który podobnie jak on występował w klubie DFC w latach 1951–1966 oraz w angielskim Birmingham City FC. 